# 尤里亚
尤里亚（羅馬化：Yurʹya）是俄罗斯基洛夫州的市级镇、尤里亚区行政中心，位于维亚特卡河流域内尤里亚河畔，靠近该河与韦利卡亚河（Великая，维亚特卡河支流）交汇处；地处基洛夫州北部，在州府基洛夫西北方。设有同名铁路车站。
该地2021年人口有5,107人；2010年人口5,668；2002年人口6,169；1989年人口14,821。